# Yedigöller-Nationalpark
Der Yedigöller-Nationalpark (türkisch Yedigöller Millî Parkı, deutsch: Sieben Seen-Nationalpark; umgangssprachlich Yedigöller, deutsch: Sieben Seen) liegt im Norden der türkischen Provinz Bolu nordöstlich des Provinzzentrums in den Bolu Dağları des Pontischen Gebirges in der westlichen türkischen Schwarzmeerregion im waldreichen Gebiet zwischen den Provinzen Bolu, Zonguldak und Düzce.

## Vegetationsmerkmale

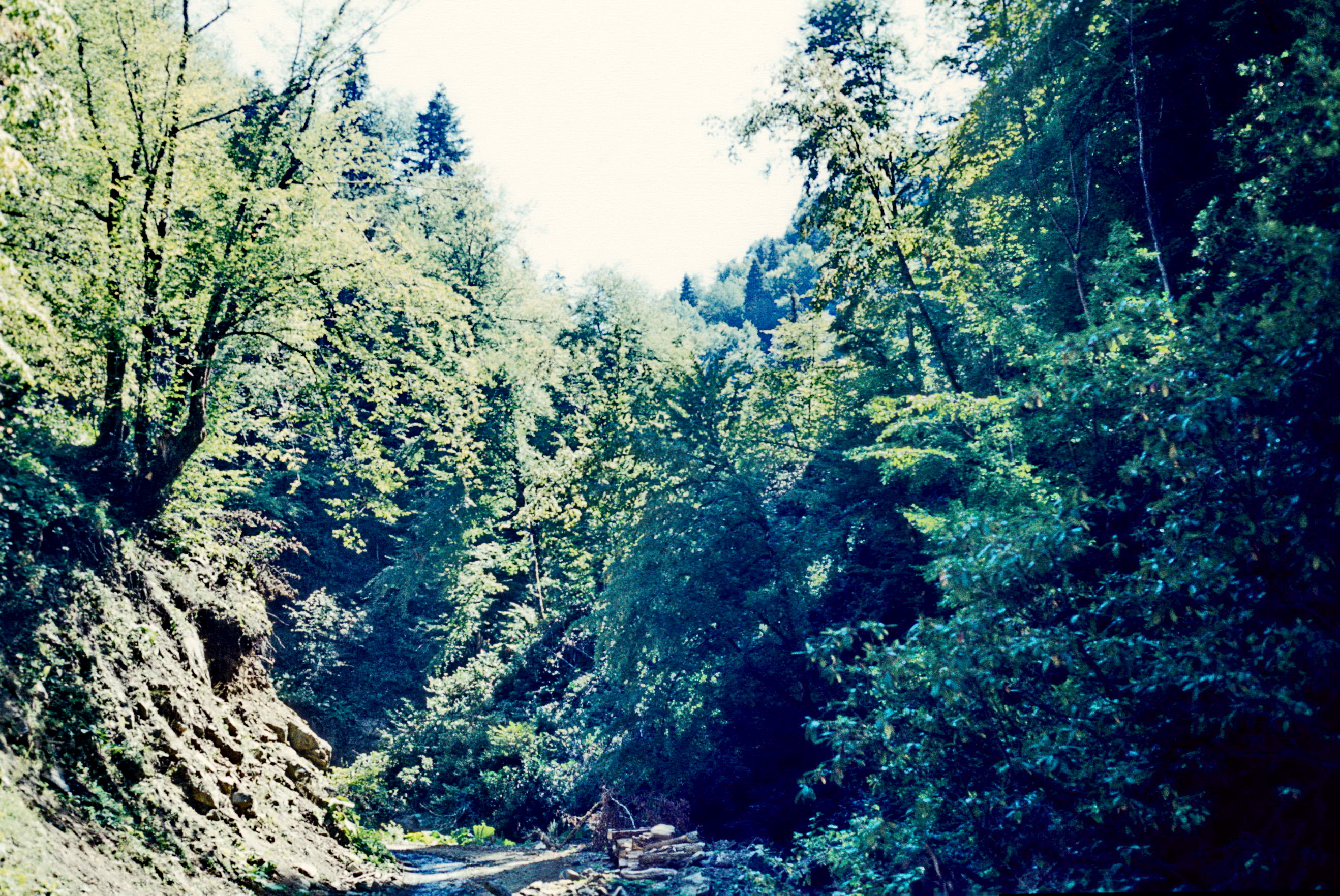
Laubwaldstufe in den Bolu Dağları im Yedigöller-Nationalpark bei Bolu (westliches türkisches Schwarzmeer-Gebiet).

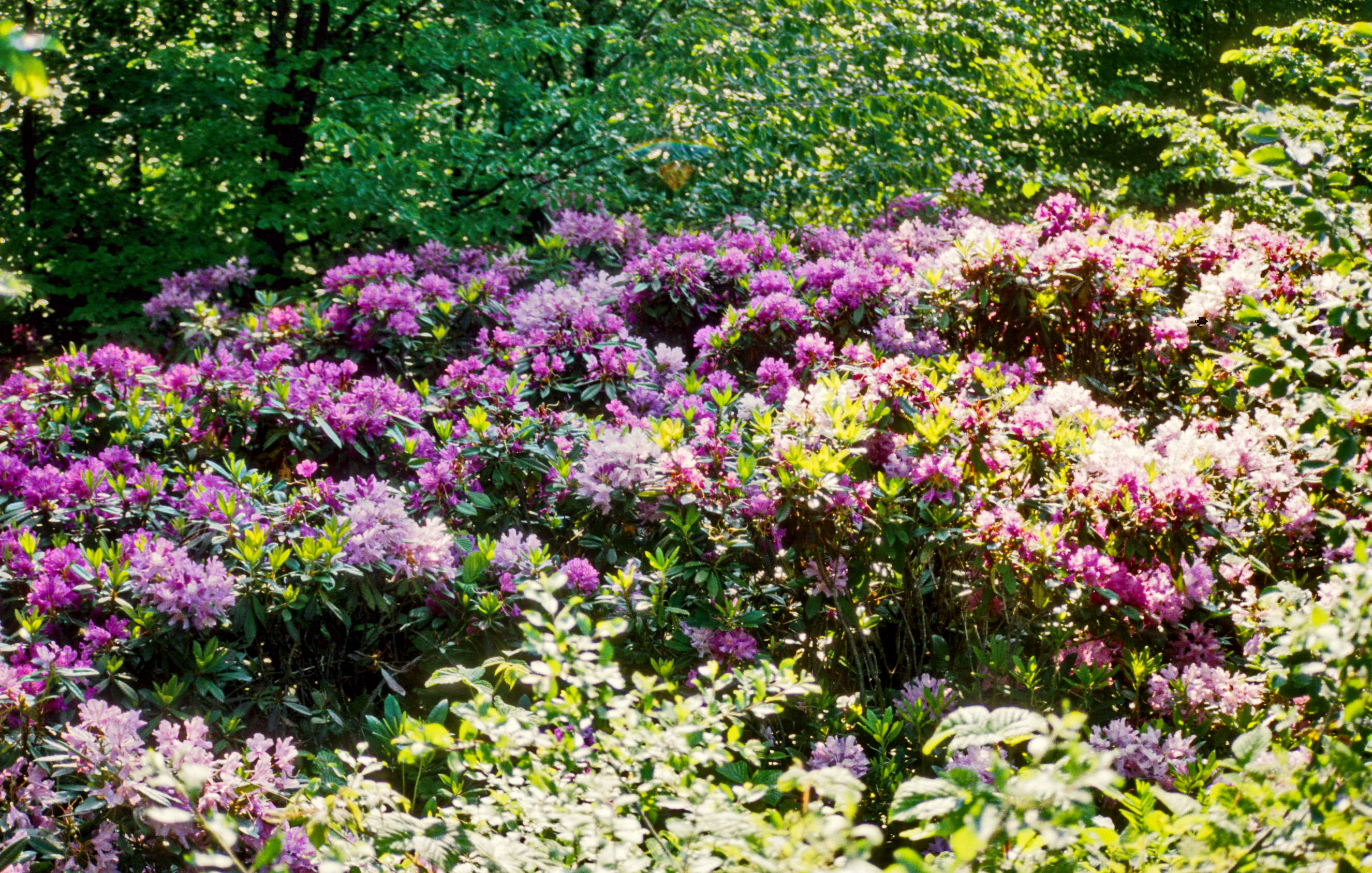
Rhododendronlichtung der Submontanen Erica arborea-Quercus petraea-Gesellschaft im Yedigöller-Nationalpark.

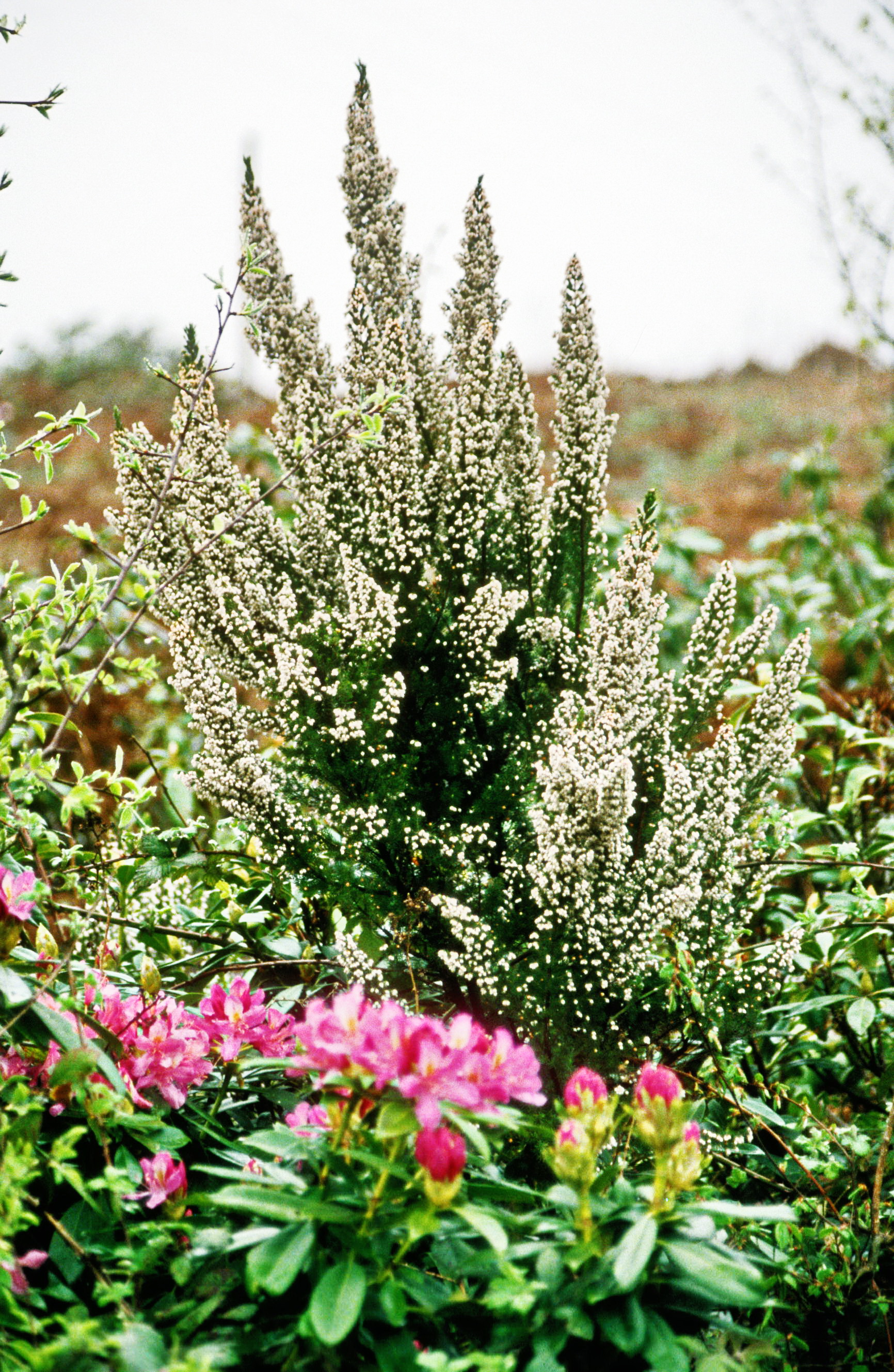
Die typische Baumheide (Erica arborea) in den Bolu Dağları nahe Düzce im Frühjahr 1988 zeigt den mediterranen Klimaeinfluss am Schwarzen Meer..

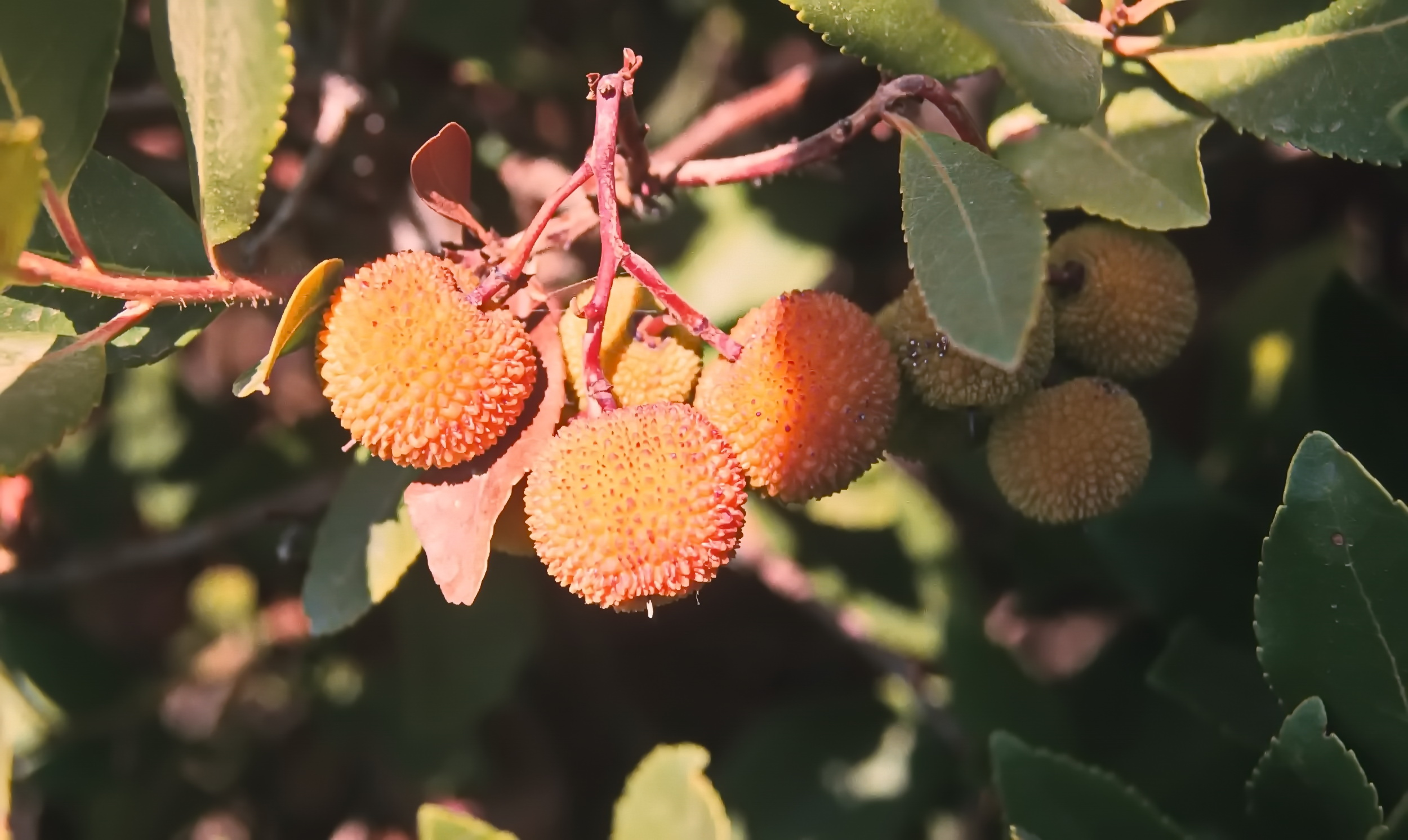
Früchte des östlichen Erdbeerbaumes (Arbutus andrachne) in den nördlichen Bolu Dağları.

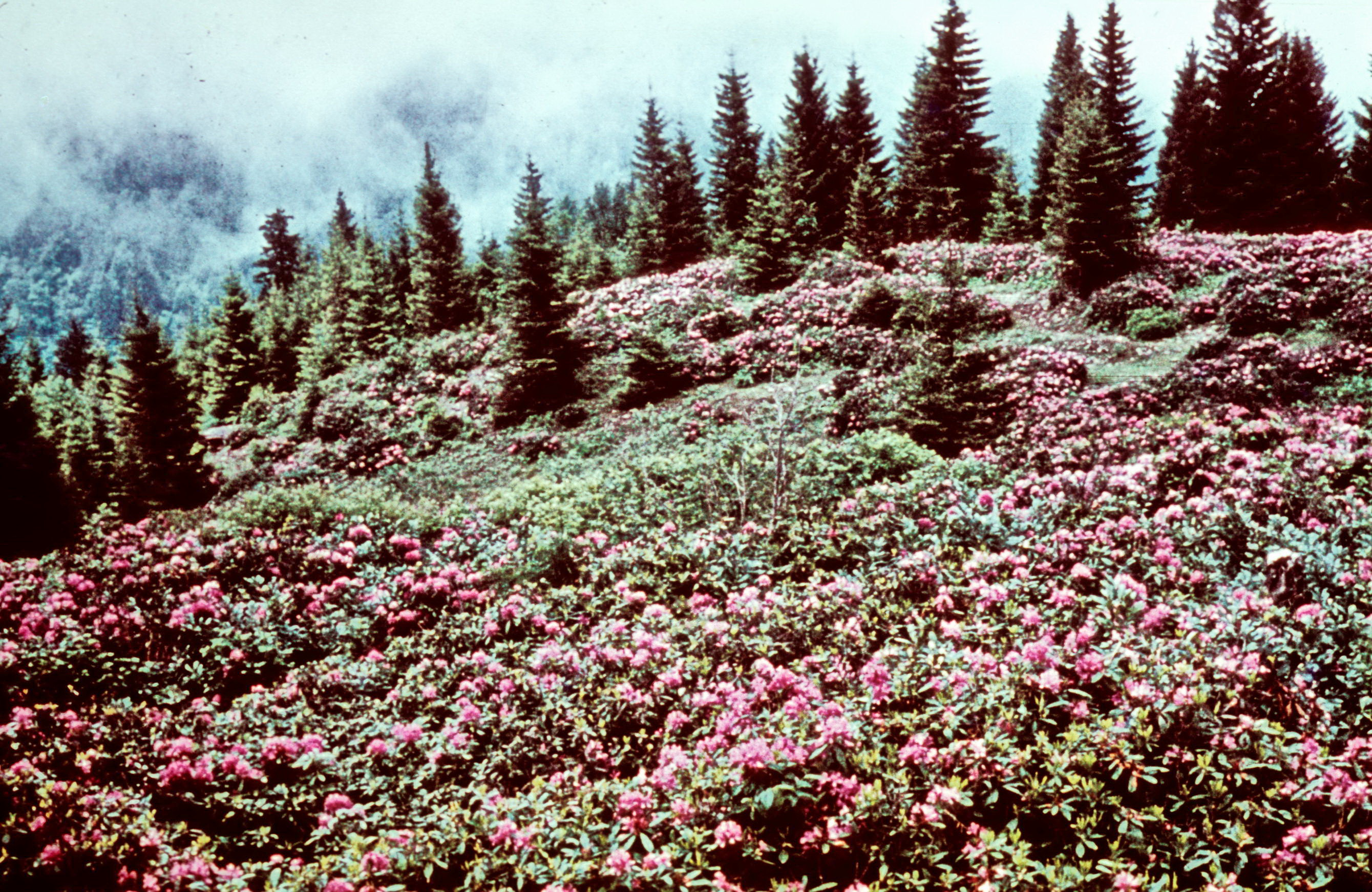
In der sub-montanen Stufe stößt man auf von Tannen (Abies bornmülleriana) durchsetzte Lichtungen, deren Strauchschicht häufig (zu 66,7 %) mit dichten Gruppen von Rhododendren (Rhododendron ponticum) bedeckt ist, die bis in die nächsthöhere Stufe reichen können.

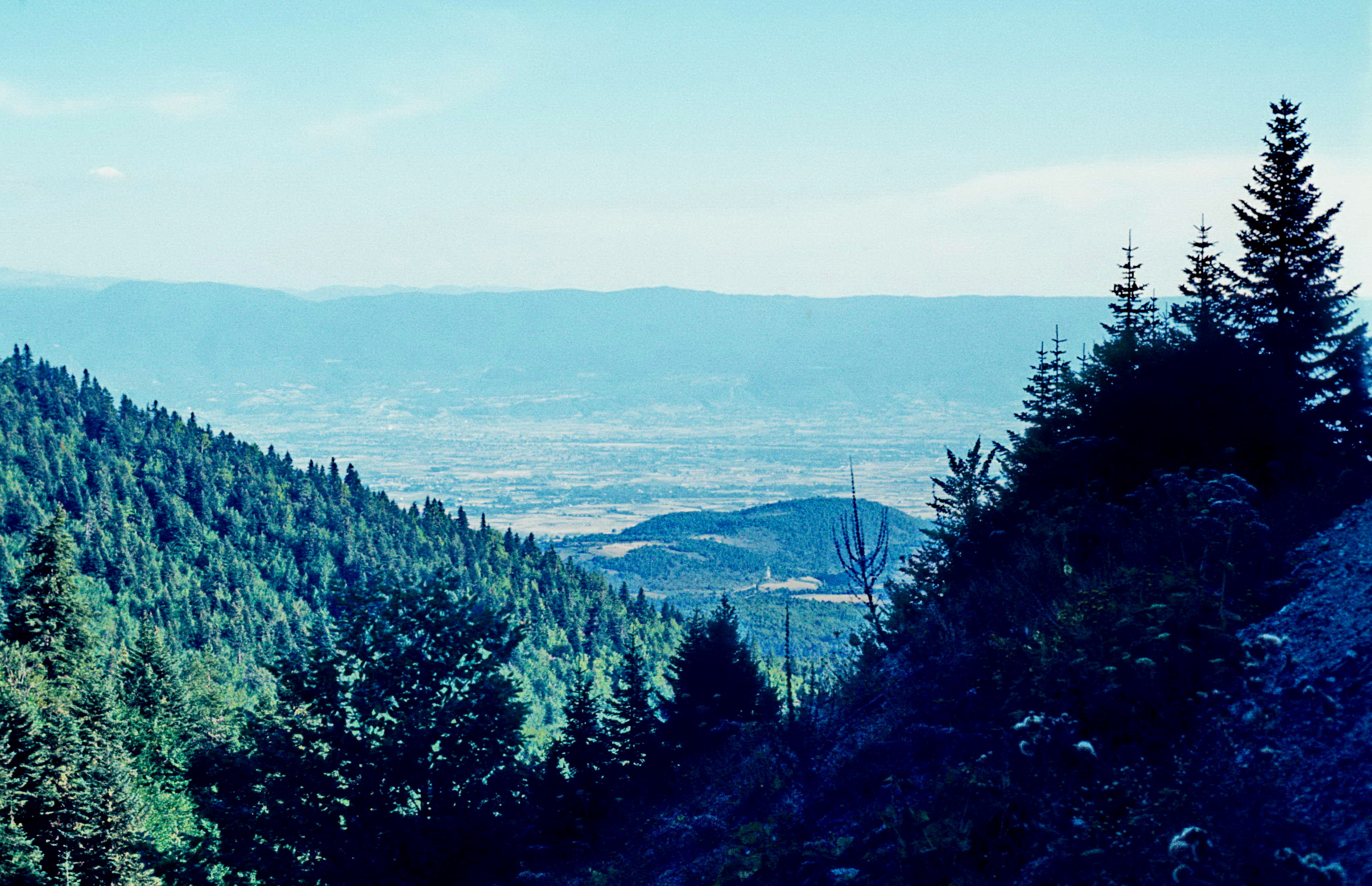
Blick von den Höhen des Celedoruğu Tepesi in den Bolu Dağları ins Becken von Bolu aus der Tannenstufe auf dem Weg zum Yedigöller-Nationalpark.

## Allgemeines zur Lagesituation

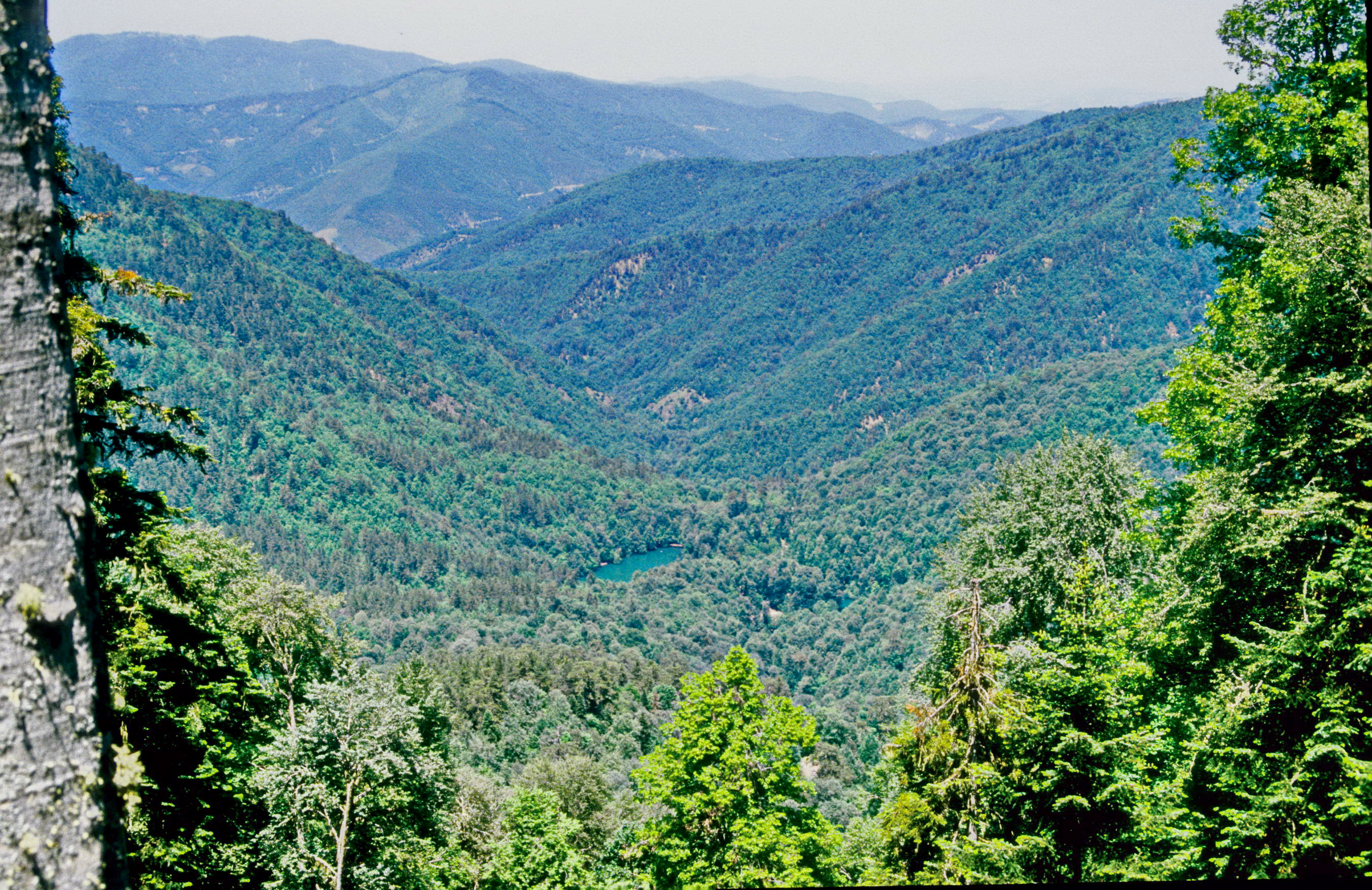
Blick in die Senke des Yedigöller-Nationalparks in der Waldlandschaft der Bolu Dağları.

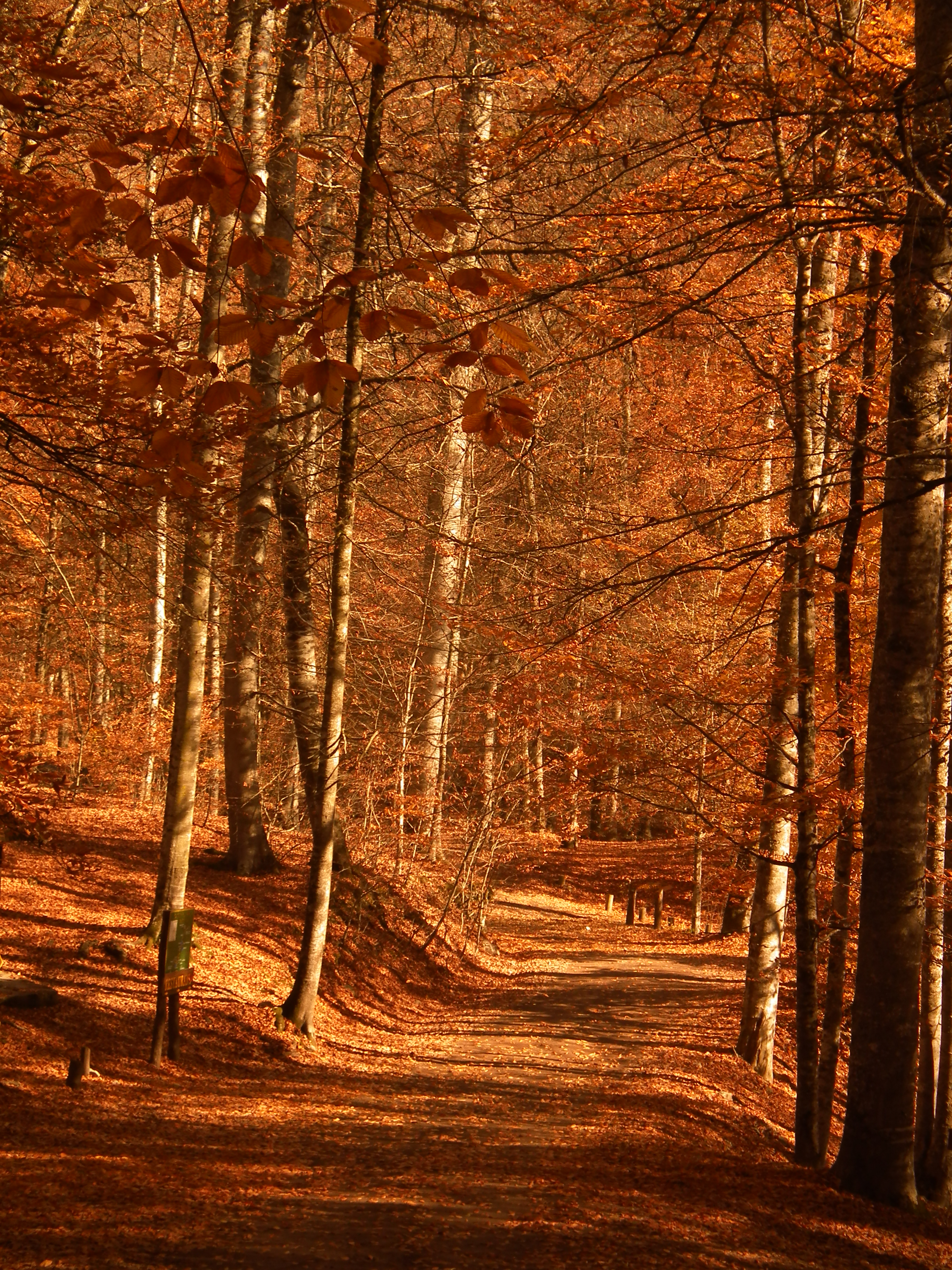
Ein Waldweg im Nationalpark Yedigöller

Der zumeist mit 1623 ha angegebene Yedigöller-Nationalpark (nicht zu verwechseln mit dem gleichlautenden Platz der „Yedigöller“ auf 3100 m Höhe im Aladağlar Milli Parkı/Aladağlar-Nationalpark im Antitaurus im Süden von Yahyalı/Provinz Kayseri) hatte 2015 noch 1560 ha Fläche und misst mittlerweile 2019 ha. Er liegt nordöstlich des Provinzzentrums Bolu in der Waldeinsamkeit der Bolu Dağları an der alten Forststraße von Bolu (45 km) zur Kreisstadt Mengen (Provinz Bolu, 54 km) via Dirgine (Yazıcık, Kreis Devrek/Zongulkdak). Weitere Möglichkeiten führen dorthin von Düzce in Richtung Yığılca (72 km) bzw. von Zonguldak (120 km) via Devrek (60 km). Der Park ist 24 Stunden und ganzjährig geöffnet, die Zufahrt im Winter macht allerdings wegen Schneefall und Lawinengefahr Schwierigkeiten. Von Januar bis März ist die Straße von Bolu nach Yedigöller zumeist wegen widriger Wetterbedingungen für den Verkehr gesperrt. Die Zufahrt erfolgt dann nur über Yeniçağa-Mengen-Dirgine (Yazıcık, Kreis Devrek). Seit 2015 gibt es als erste und einzige Unterkunftseinrichtung im Yedigöller-Nationalpark 18 Bungalowhäuser für 90 Personen und ein zugehöriges Restaurant nebst Cafe und Campingplatz. Im Nationalpark gibt es allerdings keine Einkaufsmöglichkeit. Benötigte Lebensmittel bzw. Küchenmaterialien müssen selbst bereitgestellt werden. Der Yedigöller-Nationalpark wird jährlich durchschnittlich von 30.000 Personen (zumeist Einheimische) besucht. Für die notwendigste Infrastruktur und Sicherheit sorgen Verwaltungs- und Servicegebäude, ein Besucherzentrum, ein kleines Wasserkraftwerk, 2 Wachhäuser und ein Gendarmerie-Gebäude. Im Süden des Nationalparks gibt es zwei Aussichtsterrassen, Kapankaya und Gökgoğuz, von denen aus man die Seen und die Landschaft des Park-Kerngebiets von oben betrachten kann. Neben den Seen im Nationalpark sind ein Wasserfall, die lächelnden Felsen (Gülen Kayalar), besondere Bäume (Pythagorasbaum/Pisagor Ağacı und Monumentbaum/Anıt Ağaç) sehenswerte Naturschönheiten. Dem Besucherpublikum steht vom gesamten Gelände des Nationalparks allerdings nur eine Fläche von ca. 200 ha zur direkten Verfügung, um die dort lebende Tierwelt zu schützen, zu der auch Schakal, Fuchs, Marder, Wildschwein und Bär gehören.

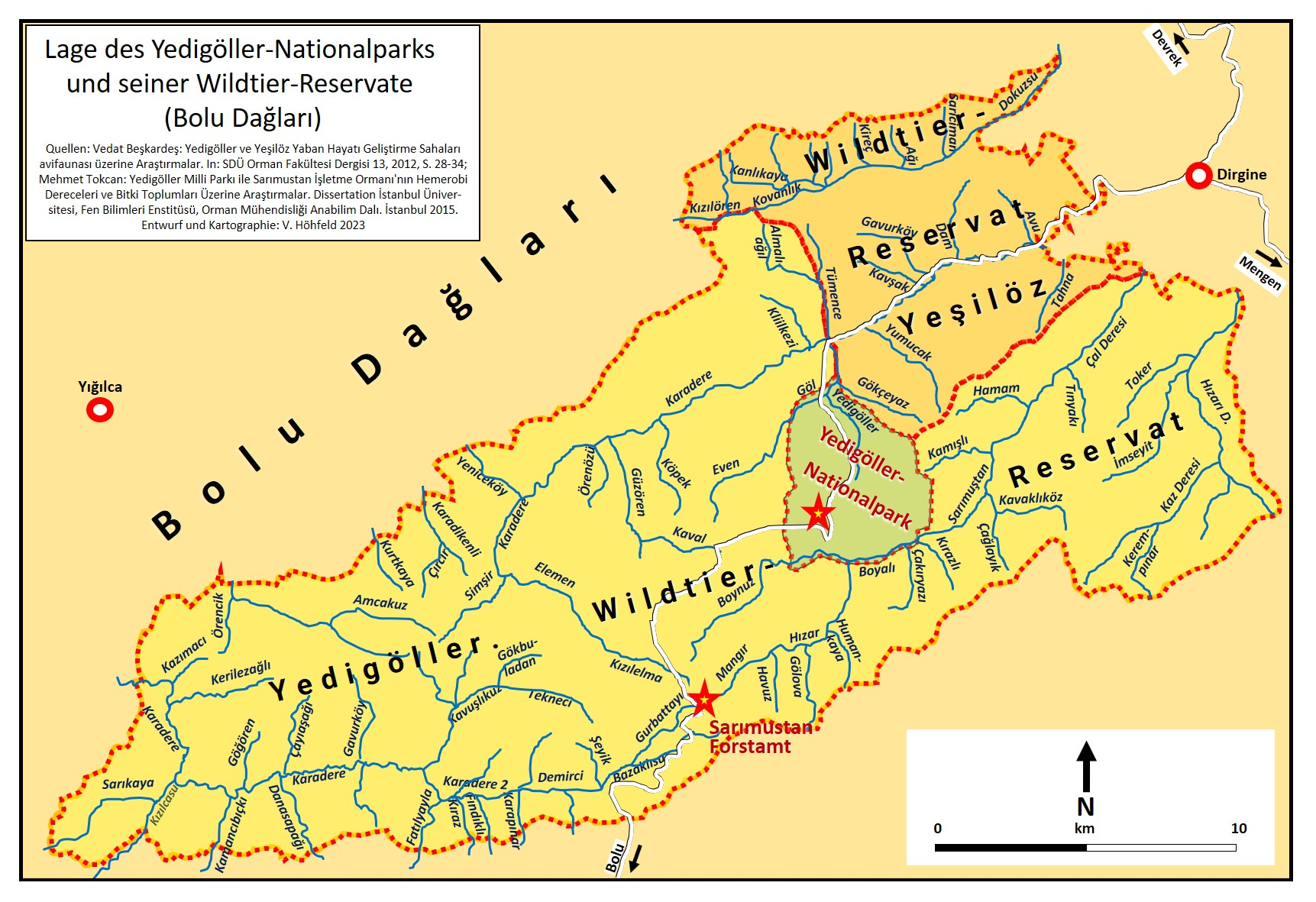
Die Kartenskizze zeigt Umfang, Gliederung und Lage der Wildschutzgebiete und des Nationalparks Yedigöller bei Bolu (Türkei).

Dem Yedigöller-Nationark angegliedert sind zwei Wildschutzgebiete (s. u.) und im Südwesten des Nationalparks das Betriebs-Forstrevier Sarımustan, ein 3846,5 ha großes operatives Waldgebiet zur forstlichen Erforschung der Waldentwicklung unter Leitung und Beaufsichtigung des lokalen Forstamtes Sarımustan. Die Region des Yedigöller-Nationalparks und des Forstreviers Sarımustan liegt in der Klimazone des westlichen Schwarzen Meeres am Nordhang des Westlichen Pontischen Gebirges parallel zum Schwarzen Meer mit Hauptausrichtung nach Norden. Die Geländestruktur kann allgemein als steil mit partiell sehr schroffen Felsabschnitte an Bächen und Bergrücken bezeichnet werden. Das Gebiet erhebt sich zwischen 500 m und 1950 m über dem Meer und ist vollständig bewaldet. Die Wald-Obergrenze reicht bis auf 1750 m Höhe. Mehrere in West-Ost-Richtung fließende Hauptgewässer, der Yedigöller Çayı, Göl Çayı, Köyyeri Çayı und der Sarımustan Çayı, die nach Norden über den Karadere Çayı bzw. den Devrek Çayı zum Schwarzen Meer hin entwässern, gliedern mit ihren Nebenbächen das Bergland in zahlreiche Erhebungen unterschiedlicher Höhe. Der Çeledoruğu Tepe, mit 1981 m Höhe zweithöchster Berg der Bolu Dağları, bildet die südliche Grenze des Gesamtgebietes. Der höchste Punkt des Kerngebiets ist der Eğrikiriş Tepe (1.489 m) und der tiefste Punkt liegt in der Flur Kırazçatı (500 m).

## Historische Hintergründe
Überregional bekannt wurden die Yedi Göller (Sieben Seen) seit Ende der 1950er Jahre aufgrund einer Dienstreise von Mustafa Sabri Kasım, dem Direktor der regionalen staatlichen Forstbehörde von Bolu, 1957 in die nahegelegene Kreisstadt Devrek in der Provinz Zonguldak. Dort hatte ihm ein Forstbeamter einen „paradiesischen“ Platz in den ausgedehnten Wäldern der Bolu Dağları in der Nähe des alten Dorfes Dirgine (Yazıcık) ans Herz gelegt. Nach Prüfung der Örtlichkeiten hatte der Forstamtsdirektor seine persönlichen positiven Eindrücke an Şefik Emre Bey, den damaligen Leiter der Abteilung „Persönliche Angelegenheiten“ der Generaldirektion für Forstwirtschaft in Ankara weitergegeben, der sich daraufhin ebenfalls selbst ein Bild der Yedi Göller und ihres Umfeldes gemacht hatte. Der folgende Ausbau der Forststraße von Bolu über das nördlich gelegene lokale Forstamt Sarımustan (Sarımustan Orman İşletme) nach Yedi Göller und weiter nach Devrek brachte dem Gebiet rasch große Bekanntheit.
Die Region der Yedigöller wurde am 29. April 1965 auf der Grundlage von Artikel 25 des türkischen Forstgesetzes als Nationalpark mit der Begründung ausgewiesen, dass die seen- und waldreiche Region um die Senke des oberen Yedigöl-Tales zwischen den Tälern von Göl Çayı, Karadere und Sarımustan Çayı aufgrund ihrer Flora für die dortigen regionalen Mischwälder typisch und deshalb schützenswert sei. Die auffälligsten Elemente dieses idyllischen Ortes allerdings waren eher die sieben neben- und hintereinander über 1,5 km aufgereihten sieben Seen unterschiedlicher Größe, denen der Park seinen Namen verdankt, sowie der reiche Waldbestand und die äußerst ansprechende Schönheit der umgebenden Landschaft. Unter den sieben Seen sind vier größere (Büyük Göl, Nazlı Göl, Derin Göl, Serin Göl) und drei kleine Seen (Sazlı Göl, İnce Göl, Kuru Göl). Am 18. Januar 2002 wurde darüber hinaus ein Gebiet von 50.950 Hektar, die Yedigöller und Yeşilöz Wildlife Reserves (Yedigöller ve Yeşilöz Yaban Hayatı Geliştirme Sahalarında), rund um den Yedigöller-Nationalpark von der türkischen Provinzdirektion für Umwelt und Forstwirtschaft, Naturschutz und Nationalparks der Provinz Bolu zum Yedigöller-Wildschutzgebiet erklärt, das später gemäß der Entscheidung des Ministerrats vom 7. September 2005 in ein Wildtier-Entwicklungsgebiet umgewandelt wurde. Die Wildtierentwicklungsgebiete Yedigöller und Yeşilöz wurden vorrangig eingerichtet, um gefährdeten Maral-Hirsche (Asiatischer Rothirsch, auch Sibirischer Wapiti) in der Türkei unter Schutz zu stellen. Diese Wildtierentwicklungsgebiete dienen aber auch dem Schutz anderer Wildtiere. So zählt z. B. der Sitta krueperi (Türkenkleiber), der im Nationalpark beheimatet ist, gemäß den IUCN-Kriterien (International Union for Conservation of Nature and Natural Resources) zur Kategorie „nahezu gefährdeter Vögel“.
Ins Auge gefasst war zunächst seit 2007 die Vergrößerung der Parkfläche auf insgesamt 13.668 ha, mit Çaldere-Tal, Sarımustan Çayı, Hızar Çayı im Süden, Karadere-Tal im Norden, Gurbettaşı-Yayla, Set Yadesi-Flur und Elemen Çayı im Westen sowie Kocasu-Tal im Osten zum Schutz natürlicher, historischer und landschaftlicher Schönheiten, der Tierwelt und der Artenvielfalt. Darüber hinaus sollten alle Bäche mit Ausnahme des Kocasu Çayı zum Schutz von (angesiedelten) Forellen in das Nationalparkgebiet einbezogen werden. Innerhalb der vorgesehenen Grenzen gibt es zudem Siedlungsreste historischer Gebäude aus byzantinischer Zeit in den Fluren Güneyören, Hamambaşı, Hamamgerişi und Sırakayalar-Fındıksayvanı, wo man verhindern will, dass (zumeist einheimische) Schatzsucher weiterhin illegale Ausgrabungen durchführen. An den Plätzen Ayıkaya und Çarşıkaya findet man sehenswerte Felsformationen und Höhlen. Des Weiteren bieten sich die Yaylagebiete Güneyören, Göknarlı, Akçaağaç und Tuzak für den Yayla-Tourismus (Yaylacılık) an.

## Wildtier-Population
132 Vogelarten aus 19 Ordnungen und 45 Familien wurden als ein Ergebnis von vor Ort durchgeführten Beobachtungen im Nationalpark und Umfeld identifiziert. 36 dieser Arten brüten in diesem Gebiet. Von den Brütern gehören 26 zu den Passeriformes (Sperlingsvögel, knapp 60 %), 7 zu den Piciformes (Spechtvögel), 2 zu den Accipitriformes (Greifvögel) und 1 zu den Pelecaniformes (Pelikanverwandte), was zeigt, dass Sperlingsvögel in Waldgebieten häufiger vorkommen als andere Arten. Die auffällige Zunahme der Vogelarten in den Frühlings- und Sommermonaten ist verständlicherweise auf die steigende Zahl der mit den Frühlings- und Herbstzügen ankommenden Zugvögel zurückzuführen. Der Ornithologe Ali Erdoğan von der Mittelmeer-Universität (Akdeniz Üniversitesi) in Antalya gibt an, dass er 1994 während seiner Studien im Yedigöller-Nationalpark 114 Vogelarten entdeckt hat, darunter Nachtreiher (Nycticorax nycticorax), Zwergdommel (Ixobrychus minutus), Schmutzgeier (Neophron percnopterus), Rötelfalke (Falco naummanii) und Wanderfalke (Falco peregrinus). Allerdings nicht von ihm nachgewiesen wurden Vögel, die auch Im Park vorkommen, wie Steinhuhn (Alectoris graeca), Rotschenkel (Tringa totanus), Fahlsegler (Apus pallidus), Feldlerche (Alauda arvensis), Blaumerle (Monticola solitarius), Schlagschwirl (Locustella fluviatilis), Orpheusgrasmücke (Sylvia hortensis), Gelbbrauen-Laubsänger (Phylloscopus inornatus), Halsbandschnäpper (Ficedula albicollis), Halbringschnäpper (Ficedula semitorquata), Balkanmeise (Parus lugubris), Beutelmeise (Remiz pendulinus), Schwarzstirnwürger (Lanius minor), Maskenwürger (Lanius nubicus), Rosenstar (Sturnus roseus), Feldsperling (Passer montanus), Weidensperling (Passer hispaniolensis), Fettammer (Emberiza hortulana, Ortolan) und Rohrammer (Emberiza schoeniclus).
Zudem erhöhten die Hasanlar-Talsperre westlich von Yığılca am Melen Çayı (seit 1972) und der neu installierte Staudamm der Köprübaşı Barajı, der zwischen 2002 und 2009 zur Stromversorgung östlich des Nationalpark-Gebiets am Devrek Çayı gebaut worden war, die Zahl der Kormorane in der Region. Nach jüngeren Beobachtungen kommen sie im Melen-Çayı-Tal zwischen Dirgine (Yazıcık, Kreis Devrek/Zongulkdak) und dem Ortsteil Karadere (Kreis Yığılca/Düzce) vor. Ihre Anzahl beträgt dort zwischen 3 und 6 Exemplare. Rund um den Köprübaşı-Stausee und den Nationalpark sind Kormoran-Gruppen von 20 bis 40 Tieren anzutreffen. Die Wildtierentwicklungsgebiete Yedigöller und Yeşilöz stellen einen sehr guten Lebensraum für Greifvogelarten dar, da sie große, ungeteilte Waldlebensräume belegen. Aus diesem Grund ist es von großer Bedeutung, das Gebiet vor einer Fragmentierung dieser Arten zu schützen. Obwohl im Yedigöller-Nationalpark keine Brutinformationen zu wichtigen Raubvogelarten wie Aquila chrysaetos (Steinadler) und Bubo bubo (Uhu) vor Ort gewonnen werden konnten, ist eine kontinuierliche Überwachung dieser Arten in Wildtiermanagement- und Entwicklungsplänen vorgesehen, da diese Raubvögel an der Spitze der Nahrungskette im Ökosystem gefährdet sind. Der Steinadler z. B. benötigt einen Lebensraum von 20–150 km², der Uhu 20–50 km².
Darüber hinaus gibt es auch ein Projekt zur Erhöhung der Hirschpopulation im Nationalpark. Zur Nachzucht des fast ausgestorbenen Maral-Hirsches und als Attraktion für die in der Regel einheimischen Besucher hat man ein 26 ha großes Rotwildgehege angelegt. Und in den Yedigöller-Seen wurden Forellen ausgesetzt. Damit Hobbyfischer ihren Sport im Nationalpark genießen können, werden in den Seen künstlich Forellen gezüchtet. 1969 wurde deshalb eine Forellen-Produktionsstation mit einer Kapazität von 1 Million befruchteten Forelleneiern pro Jahr eingerichtet. Einige Istanbuler Reisebüros organisieren tägliche Touren von Istanbul aus, um die Seen zu besuchen. Unter bestimmten Einschränkungen ist dort das Forellenangeln für Amateure erlaubt. Während der Brutzeit zwischen November und Mai ist das Angeln jedoch strengstens verboten. Die 2007 geschlossene Forellenzuchtstation Yedigöller wurde mittlerweile reaktiviert. Für die Forellenproduktion sollen Seeforellen und Bachforellen bevorzugt werden, da es sich um einheimische Arten handelt. Dabei ist zu beachten, dass Wasserpflanzen, die die Oberfläche der Seen bedecken, von Zeit zu Zeit entfernt werden, um keine Eutrophierung zu verursachen, damit die Sauerstoffmenge ausreicht, um die Forellen in den Seen überleben zu lassen.

## Anmerkungen zur Geomorphologie und Geologie

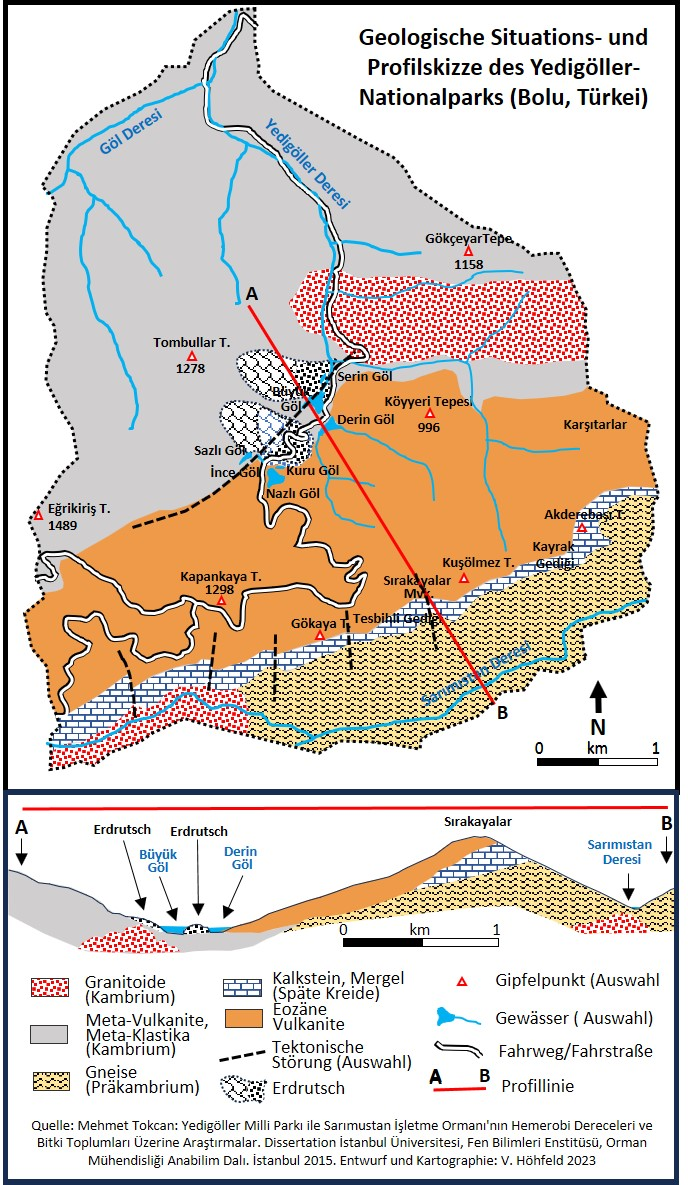
Die Karten- und Profilskizze zeigt die wichtigsten geologischen Strukturen im Kerngebiet des Yedigöller-Nationalparks in den Bolu Dağları bei Bolu (westliches türkisches Schwarzmeergebiet).

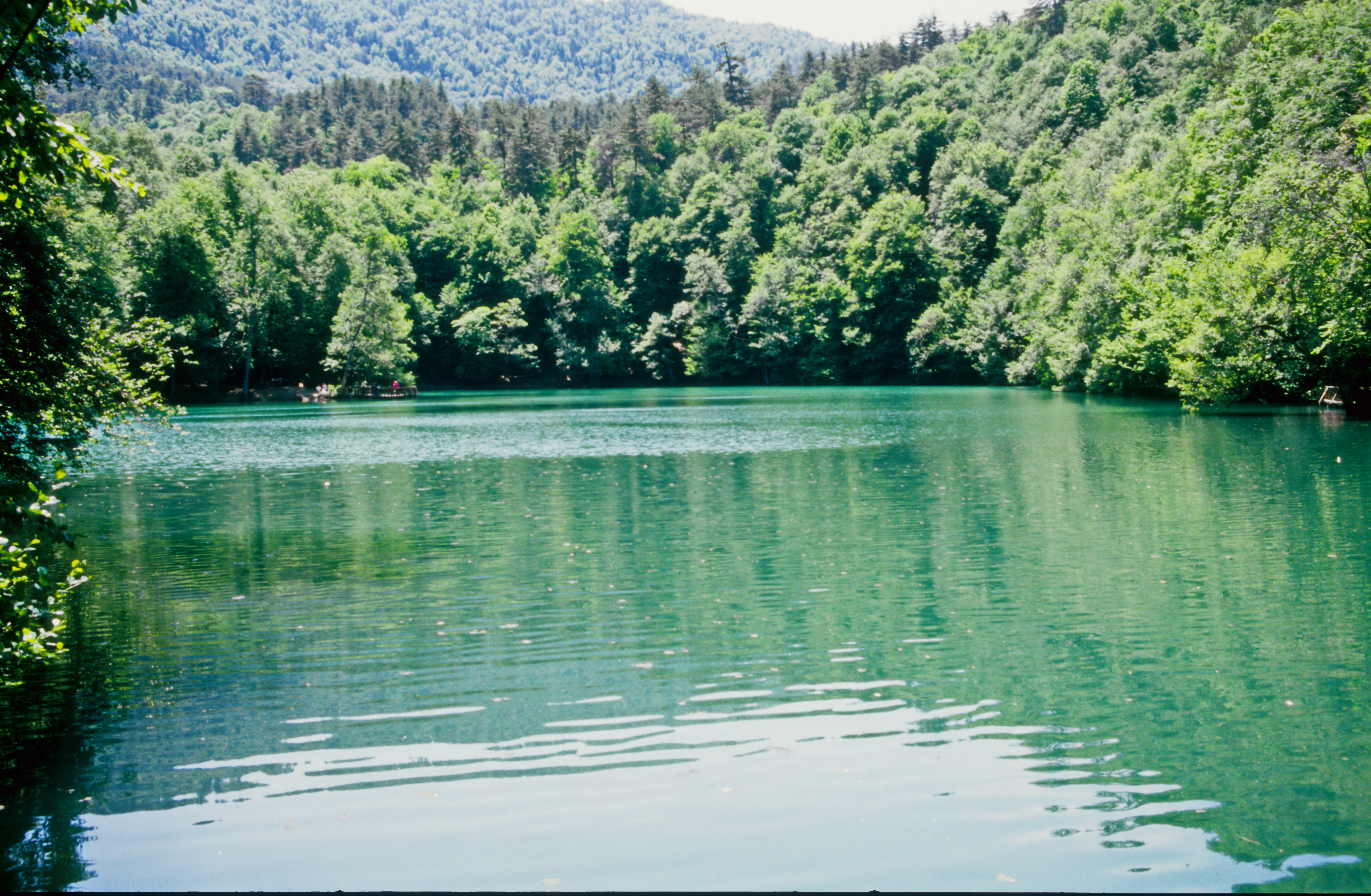
Blick über den Büyük Göl im Yedigöller-Nationalpark in den Bulu Dağları 1987.

## Klimatische Aspekte

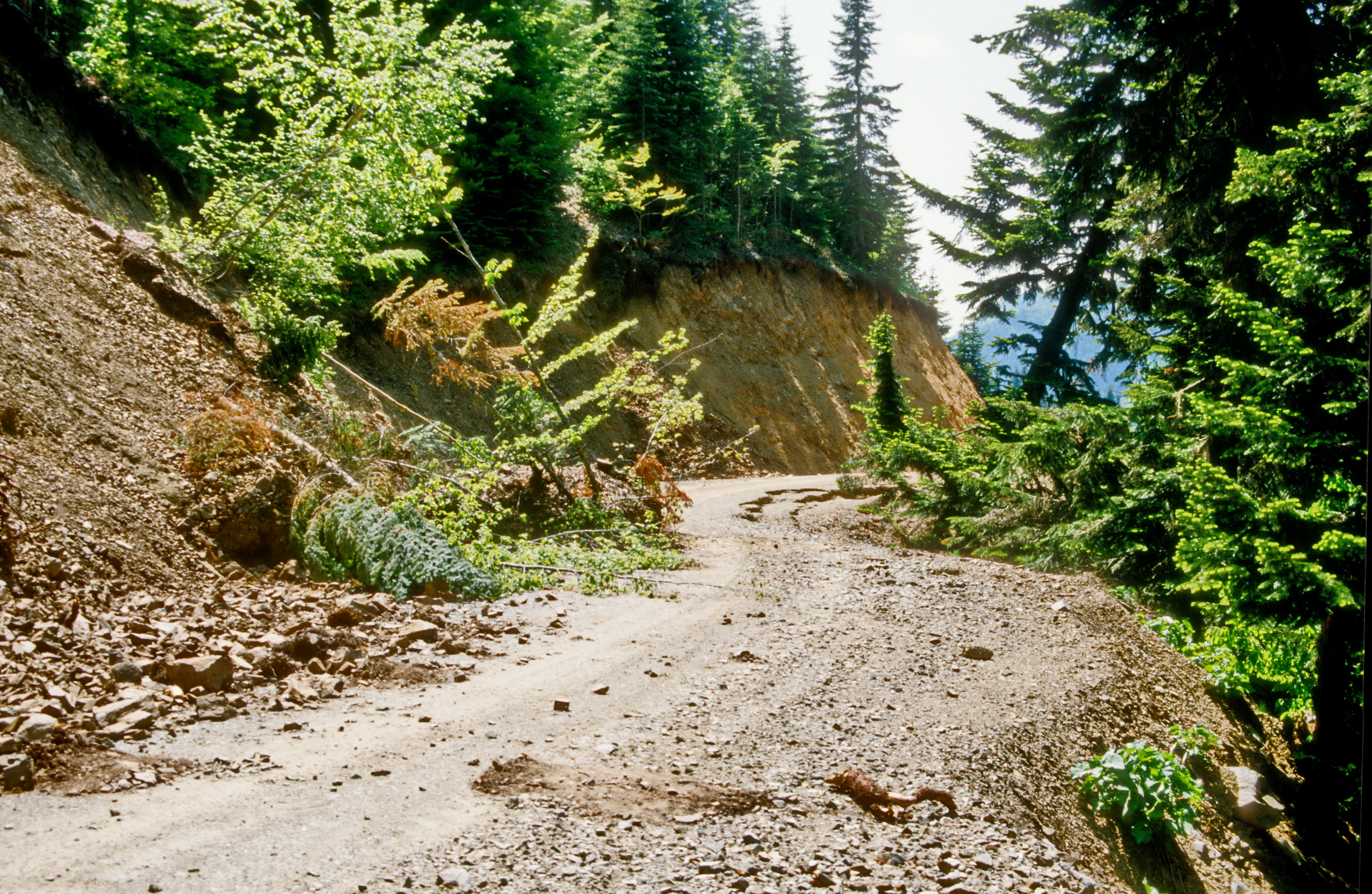
Das Bild zeigt einen für die türkische Schwarzmeer-Region typischen Erdrutsch an der alten Forststraße zum Yedigöller-Nationalpark aufgrund reichlicher Niederschläge im Juni 1987.